# Melouromyia diaphorus
Melouromyia diaphorus là một loài ruồi trong họ Asilidae. Melouromyia diaphorus được Londt miêu tả năm 2002. Loài này phân bố ở vùng nhiệt đới châu Phi.